# 水と緑のせせらぎ広場

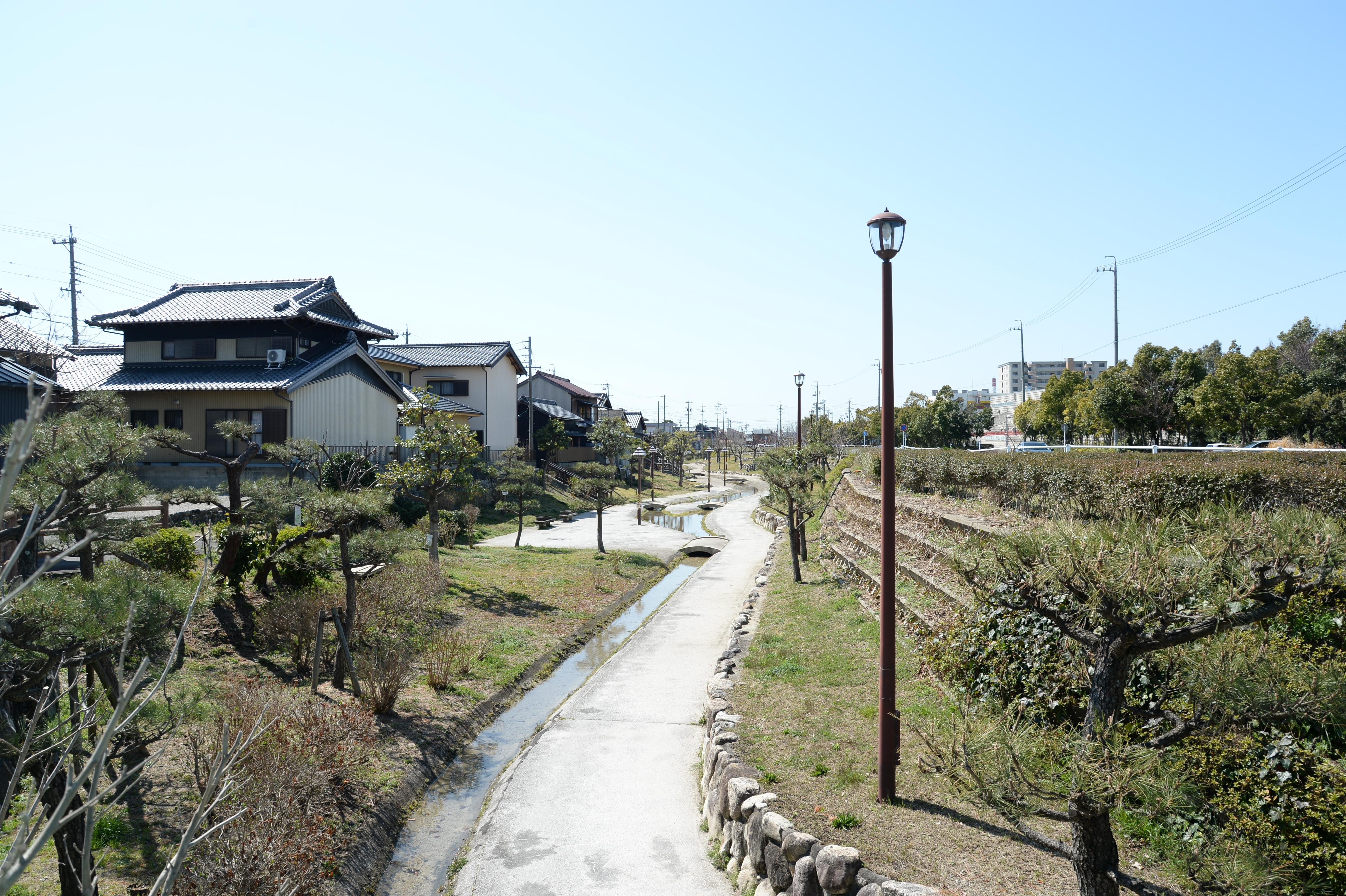
水と緑のせせらぎ広場

水と緑のせせらぎ広場（みずとみどりのせせらぎひろば）は三重県四日市市にある公園。

## 概要
かつて四日市市富田地区の東富田本町から富田一色の富洲原港口までを結んだ塩役運河を暗渠化して公園としたもので、「水緑景観モデル事業」として1992年（平成4年）から整備され、1998年（平成10年）に供用を開始した。元々は運河であった（後に雨水の排出先として利用されていた）ことから、幅は平均して20mほどしかないが長さは東西に約900mあり、せせらぎが設けられて上流部は山、中流部は川を、下流部は運河をイメージしたデザインとなっている。また、せせらぎの水は雨水幹線から汲み上げたものを高度処理して利用している。

## 受賞
- 1997年（平成9年） - 三重県さわやかまちづくり賞[3]
- 1998年（平成10年） - 四日市市都市景観賞[4][3]・建設省手づくり郷土賞[5][3]